# Саут-Бей Лейкерс
Саут-Бей Лейкерс (англ. South Bay Lakers) — американский профессиональный баскетбольный клуб, выступающий в Западной конференции, Тихоокеанском дивизионе Джи-Лиги НБА. Команда была сформирована в 2006 году под названием «Лос-Анджелес Ди-Фендерс». Принадлежит клубу НБА «Лос-Анджелес Лейкерс». «Саут-Бей Лейкерс» — это первая команда из Джи-Лиги, которая принадлежит клубу НБА.
«Лос-Анджелес Ди-Фендерс» играли свои матчи на арене «Toyota Sports Center» в пригороде Лос-Анджелеса, там же находится тренировочная база «Лейкерс». После смены названия команда переехала в «UCLA Health Training Center».
Клуб подготовил с момента своего создания 23 игроков, которые заиграли в НБА, 18 из которых поиграли в «Лейкерс».

## Статистика сезонов
| Лос-Анджелес Ди-Фендерс   |                           |                           |     |     |      | |           |
| 2006-07                   | Западный                  | 5-е                       | 23  | 27  | 46,0 | |           |
| 2007-08                   | Западный                  | 2-е                       | 32  | 18  | 64,0 | Выигрыш 1-го раунда (Колорадо) 102-95 Проигрыш полуфинала (Айдахо) 97-90                                |           |
| 2008-09                   | Западный                  | 5-е                       | 19  | 31  | 38,0 | |           |
| 2009-10                   | Западный                  | 9-е                       | 16  | 34  | 32,0 | |           |
| 2011-12                   | Западный                  | 1-е                       | 38  | 12  | 76,0 | Выигрыш 1-го раунда (Айова) 2-1 Выигрыш полуфинала (Бейкерсфилд) 2-0 Проигрыш финала Д-Лиги (Остин) 1-2 |           |
| 2012-13                   | Западный                  | 3-е                       | 21  | 29  | 42,0 | |           |
| 2013-14                   | Западный                  | 1-е                       | 31  | 19  | 62,0 | Проигрыш 1-го раунда (Санта-Круз) 0-2                                                                   |           |
| 2014-15                   | Тихоокеанский             | 4-е                       | 17  | 33  | 34,0 | |           |
| 2015-16                   | Тихоокеанский             | 2-е                       | 27  | 23  | 54,0 | Выигрыш 1-го раунда (Рино) 2-1 Выигрыш полуфинала (Остин) 2-1 Проигрыш финала Д-Лиги (Су-Фолс) 0-2      |           |
| 2016-17                   | Тихоокеанский             | 1-е                       | 34  | 16  | 68,0 | Проигрыш 1-го раунда (Рио-Гранде Вэллей) 1-2                                                            |           |
| Всего в регулярном сезоне | Всего в регулярном сезоне | Всего в регулярном сезоне | 258 | 242 | 51,6 | 2006—2017                                                                                               | 2006—2017 |
| Всего в плей-офф          | Всего в плей-офф          | Всего в плей-офф          | 11  | 11  | 50,0 | 2006—2017                                                                                               | 2006—2017 |

## Связь с клубами НБА
С момента своего основания является фарм-клубом команды НБА «Лос-Анджелес Лейкерс».